# František Straka
František Straka (České Budějovice, 1958. május 28. –) csehszlovák válogatott cseh labdarúgó, hátvéd, edző.

## Pályafutása

### Klubcsapatban
1966-ban a Dynamo České Budějovice korosztályos csapatában kezdte a labdarúgást. 1977 és 1979 között a Dukla Tachov, 1979 és 1988 között a Sparta Praha labdarúgója volt. A Spartával négy csehszlovák bajnoki címet és három kupagyőzelmet ért el. 1988 és 1991 között a nyugatnémet Borussia Mönchengladbach csapatában játszott. 1991–92-ben a Hansa Rostock, 1992 és 1996 között a Wuppertaler SV, 1996 és 1998 között a Preußen Köln játékosa volt.

### A válogatottban
1983 és 1990 között 35 alkalommal szerepelt a csehszlovák válogatottban. Tagja volt az 1990-es olaszországi világbajnokságon részt vevő csapatnak.

### Edzőként
1999-ben a Wuppertaler SV csapatánál kezdte edzői pályafutását. 2002 és 2004 között az FK Teplice segédedzője, majd vezetőedzője volt. 2004-ben a Sparta Praha szakmai munkáját irányította. 2005 és 2008 között a német LR Ahlen, a cseh Viktoria Plzeň, az osztrák Wacker Tirol, a cseh České Budějovice és a görög ÓFI Kréta edzője volt.
2009-ben a cseh válogatott szövetségi kapitányaként dolgozott. 2009 és 2014 között az MFK Ružomberok, az ausztrál North Queensland Fury, a lengyel Arka Gdynia, a Slavia Praha és a Slovan Bratislava edzője volt. 2016–17-ben az egyiptomi Ismaily SC, 2017-ben a Smouha SC, 2018-ban a libanoni a Al Ansar FC csapatainál tevékenykedett.
2019 óta az MFK Karviná vezetőedzője.

## Sikerei, díjai
Sparta Praha
- Csehszlovák bajnokság
  - bajnok (4): 1983–84, 1984–85, 1986–87, 1987–88
- Csehszlovák kupa
  - győztes (3): 1980, 1984, 1988